# Стокдейл, Карл
Карл Сто́кдейл (англ. Carl Stockdale; также известный как Карлтон Стокдейл (англ. Carlton Stockdale); 19 февраля 1874, Уэртингтон, Миннесота — 15 марта 1953, Вудленд-Хиллз, Калифорния) — американский киноактёр.

## Биография
Родился[когда?] в Уэртингтоне, штат Миннесота, начал работать в Голливуде ещё в 1913 году с небольшой роли в фильме Гилберта Андерсона «Broncho billy’s Last Deed». Его последний фильм был выпущен в 1941 году.
Стокдейл был близким другом Шарлотты Шелби[кто?]. Он давал свидетельские показания в суде, что он был с миссис Шелби, главной подозреваемой в убийстве Уильяма Десмонда Тейлора[кто?], и поэтому она не могла его совершить.

## Избранная фильмография
- 1935 — Приговорённый к жизни / Condemned to Live — Джон Мейн